# Acyrthosiphon churchillense
Acyrthosiphon churchillense är en insektsart. Acyrthosiphon churchillense ingår i släktet Acyrthosiphon och familjen långrörsbladlöss. Inga underarter finns listade i Catalogue of Life.